# Ober Gabelhorn
Ober Gabelhorn är ett berg i Schweiz. Det ligger i distriktet Sierre och kantonen Valais, i den södra delen av landet. Toppen på Ober Gabelhorn är 4 063 meter över havet, eller 589 meter över den omgivande terrängen. Bredden vid basen är 3,5 km.
Den högsta punkten i närheten är Zinalrothorn, 4 221 meter över havet, nordöst om Ober Gabelhorn. Närmaste större samhälle är Zermatt, 6,6 km öster om Ober Gabelhorn. 
Trakten runt Ober Gabelhorn består i huvudsak av kala bergstoppar och isformationer.